# 21世紀の君たちへ〜A song for children〜
『21世紀の君たちへ〜A Song For Children』（21せいきのきみたちへ ア ソング フォー チルドレン）は、1999年12月31日にNHKで放送の『第50回NHK紅白歌合戦』で使用されたオリジナルソング。
2000年4月26日にさだまさしのシングルとして発売された。

## 概要
「紅白50回」と「未来へのメッセージソング」というテーマでスティーヴィー・ワンダーに制作を依頼し、さだまさしが日本語歌詞をつけたものである。第一部のラストと番組終了後に全出場歌手で大合唱された。番組終了後の歌唱時は、審査員も合唱に参加し、田村亮子（現：谷亮子）も大きな声で歌っていた。
その後、2000年1月にはNHK「いのち・地球・未来」キャンペーンソングとして起用され、同年4月・5月にはNHKの音楽番組『みんなのうた』でも使用された。

## 収録曲
この時期に発表したさだの作品はすべて作詞ではなく「作詩」とクレジットされている。
| 全編曲: 渡辺俊幸。 |                                                                 |                                        |               |
| #                  | タイトル                                                        | 作詞                                   | 作曲          |
| 1.                 | 「21世紀の君たちへ〜A Song For Children」                       | Stevie Wonder （日本語詩：さだまさし） | Stevie Wonder |
| 2.                 | 「奇跡〜大きな愛のように〜」                                    | さだまさし                             | さだまさし    |
| 3.                 | 「21世紀の君たちへ〜A Song For Children」(オリジナル・カラオケ) |                                        |               |

## カバー・セルフカバー
2000年3月に「Lead Of The Sun」の曲名で、スティーヴィー・ワンダーが英語原詞でセルフカバーしたシングルの発売が予定されていたが、発売中止となる。
その後、かの香織が、2005年発売のアルバム『C』にスティーヴィー版のカバーを収録した。また、2006年には「Lead Of The Sun」をさだまさしの日本語詞とは異なる独自の日本語詞でカバーし、シングル『Believer』に収録した。